# Korazja

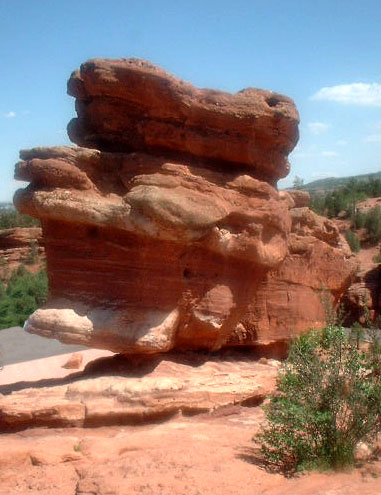

Korazja (rodzaj abrazji eolicznej) – proces polegający na szlifowaniu, żłobieniu, zdzieraniu i wygładzaniu powierzchni skał (podłoża skalnego) wskutek uderzeń ziaren piasku niesionego przez wiatr.
Wiatr podobnie jak woda czy lód, może przenosić okruchy skalne na znaczne odległości. Pył i piasek niesione przez wiatr, szlifują podłoże. Niszczenie powierzchni skalnej poprzez uderzanie w nią ziarnami piasku i okruchami skał nosi nazwę korazji. W wyniku tego zjawiska powstają grzyby skalne. Kiedy zmniejsza się prędkość wiatru, następuje akumulacja niesionego materiału. Wówczas powstają wydmy. W zależności od kształtu dzieli się je na: wydmy paraboliczne oraz barchany.
Szybszemu niszczeniu ulegają zwietrzałe, mniej odporne partie skał, dzięki czemu pierwotne formy rzeźby przybierają często fantazyjne kształty.
Formy korazyjne:
- grzyby skalne
- graniaki (m.in. w Polsce, np. "Skałki Piekło pod Niekłaniem" w Górach Świętokrzyskich) - odłamki litej skały o średnicach dochodzących do kilkudziesięciu centymetrów, oszlifowane przez przewiewany piasek
- bruzdy eoliczne - wydłużone zagłębienia w miękkich skałach
- wygłady eoliczne - powierzchnie skalne oszlifowane przez wiatr (w miejscach silniej szlifowanych powstają zagłębienia, w słabiej - tworzą się garby)
- jardangi